# Ktesibios

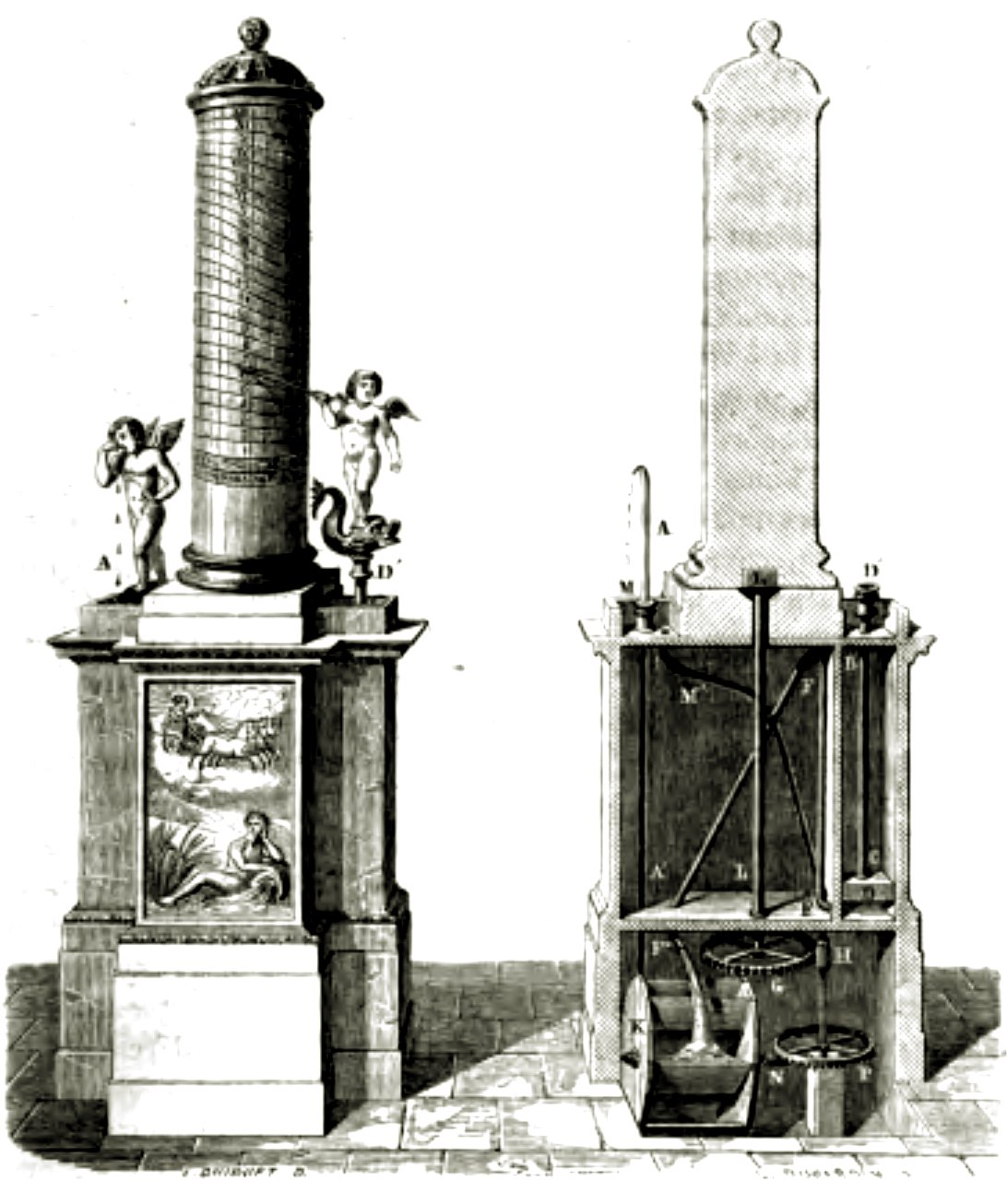
Ktesibios vattenur, ritad av den franske arkitekten Claude Perrault

Ktesibios (grekiska: Κτησίβιος) (fl. 285–222 f.Kr.) var en grekisk ingenjör och matematiker, huvudsakligen verksam i Alexandria. Ktesibios uppfann vattenorgeln, vilken är föregångaren till dagens piporgel och han kan därför ses som orgelns uppfinnare. Han kallas även "pneumatikens fader". Ktesibios förbättrade vattenuret och skapade därmed det för sin tid mest exakta instrumentet för tidmätning.
Nedslagskratern Ctesibius på månen är uppkallad efter honom.
Filon från Byzantion var lärjunge till Ktesibios.